# 赤松俊秀
赤松 俊秀（あかまつ としひで、1907年4月28日 - 1979年1月24日）は、日本の歴史学者。北海道旭川市出身。

## 経歴
北海道鷹栖村（現旭川市）の真宗大谷派の寺院光岸寺に次男として生まれる。第三高等学校を経て京都帝国大学文学部史学科に進み、三浦周行・西田直二郎・中村直勝らに学ぶ。同期に清水三男がいる。卒業論文として「室町幕府の統制意識に関する一考察」をまとめ、1931年京都帝国大学文学部史学科卒。
京都府嘱託・主事として、府下の社寺宝物や史跡の調査に従事。1949年京都府教育委員会文化財保護課の初代課長。東寺百合文書のうち、東寺にて放置されたままであった文書群の存在を確認してその解読にあたり、その成果を｢東寺百合文書」として発表する。（後年に発表論稿を含めて『教王護国寺文書』として平楽寺書店から刊行する。）
その成果もあり、1951年、母校・京都大学の助教授に転じ、1953年教授に就任。1962年、「供御人、惣の研究」により、京都大学から文学博士の学位を取得、1971年定年退官。同名誉教授。
翌年より大谷大学文学部教授に就任、1975年より四天王寺女子大学（現四天王寺大学）文学部教授を歴任した。
綿密な文献研究に基づく実証主義的な学風で、政治史・社会経済史・文化史などに優れた業績を残した。また、第二次世界大戦中の文化財の緊急調査と疎開や、1950年に焼失した鹿苑寺舎利殿（金閣）の再建に奔走するなど、文化財保護上における功績も大きい。1974年に紫綬褒章を受章。

## 晩年の研究
22歳のとき抱いた、愚管抄の平家の動向の記事と平家物語の記事の相互の関係について、｢平家の記事を慈円は参考にして愚管抄を書いたのではないか」という疑問を長年抱き続け、50歳を過ぎてからも仮定から実証へと昇華しようという思いが捨てられなかったという。読み本系の「延慶本平家物語」を底本として「愚管抄」は記述されているという結論に達した。時同じくして、学弟朝順璽によって「覚一本系が古態とする根拠の一つである、「戒文の法然説法が摂取不捨の一句を欠いていることが、平安浄土教の証である」としてきた従前の論拠に対し、①金蓮寺本時宗古和讃にも摂取不捨の一句が抜けていること②いわゆる摂取不捨曼荼羅が今日一本も伝承されていないこと等から、般舟讃の一句が欠けていることが、古態となるのではなく、欠けていることこそが、弾圧下にあった法然浄土教を反映したものであるという説が発表されたが、依然赤松説に対して国文学会では批判が多く、赤松は何度も岩波書店の「文学」へ投稿することになった。しかし、後藤丹治以後、水面下にあって日の目を見なかった、読み本系古態説を再燃させた価値は高い。

## 著書

### 単著
- 東亜共栄の歴史（1942年、目黒書店）
- 鎌倉仏教の研究（1957年、平楽寺書店）
- 親鸞（1961年、吉川弘文館）
- 続鎌倉仏教の研究（1966年、平楽寺書店）
- 古代中世社会経済史研究（1972年、平楽寺書店）
- 京都寺史考（1972年、法藏館）
- 本願寺聖人伝絵序説（1973年、(真宗大谷派出版部）
- 平家物語の研究（1980年、法藏館）

### 編著
- 隔蓂記（全6冊、1958-1967年、鹿苑寺）
- 教王護国寺文書（全12冊、1960-1971年、平楽寺書店）
- 真宗寺概説（1963年、平楽寺書店）
- 光厳天皇遺芳（1964年、常照皇寺）
- 日本古典文学大系　愚管抄（1967年、岩波書店）
- 京都府の歴史（1969年、山川出版社）
- 国宝卜部兼方自筆日本書紀神代巻（1971年、法藏館）
- 日本史辞典（1976年、文研出版）
- 親鸞聖人真蹟集成（1973-1974年、法藏館）

### 年譜・著作目録
- 赤松俊秀教授退官記念　国史論集（1972年、赤松俊秀教授退官記念事業会）